# Martín Torrijos
Martín Erasto Torrijos Espino (Chitré, Província d'Herrera, 18 de juliol de 1963) és un polític panameny. Va ser el 48è president constitucional de la República de Panamà, durant el període 2004-2009. Està casat amb Vivian Fernández de Torrijos, amb qui forma una llar integrada a més, pels seus fills Daniella María, Martín Omar i Nicolás Antonio, és el fill del General Omar Torrijos Herrera.